# Becadell

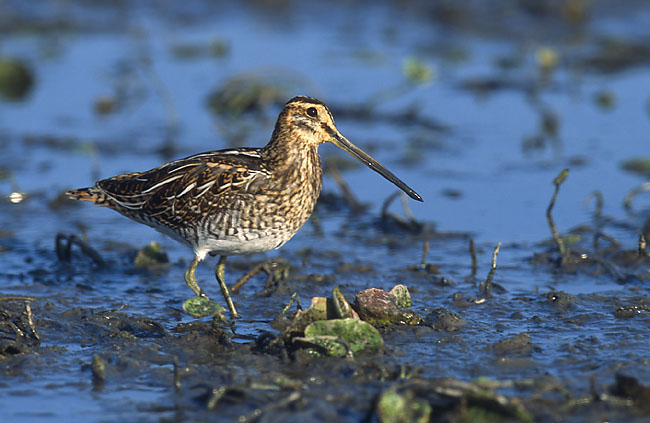
Becadell comú (Gallinago gallinago), un becadell de la (família dels escolopàcids)

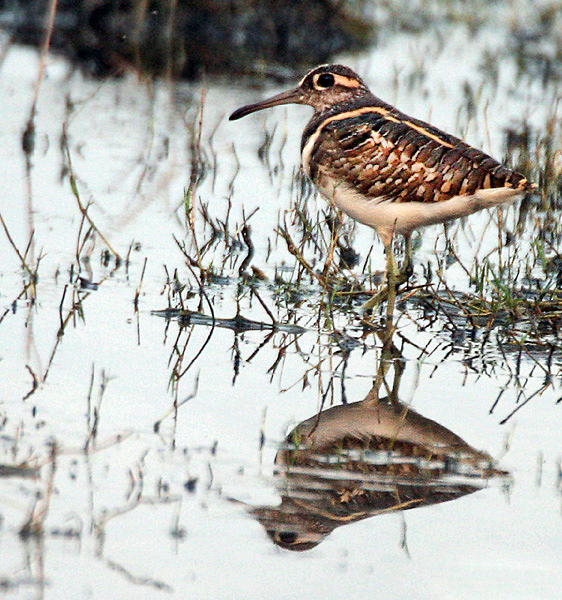
Femella de becadell pintat gros (Rostratula benghalensis), un becadell pintat de la (família dels rostratúlids)

Becadell, també anomenat cegard, cegall, bequerut, becassina, és el nom comú que s'aplica a una sèrie d'ocells limícoles que comparteixen, en major o menor grau, una sèrie de característiques. Si bé la major part de les espècies pertanyen a la família dels escolopàcids (Scolopacidae) i són molt pròximes filogenèticament a les becades, els becadells pintats pertanyen a la família dels rostratúlids (Rostratulidae), més properes als jacanes. En qualsevol cas, dins l'ordre dels caradriformes (Charadriiformes).
- Són ocells que s'alimenten generalment d'invertebrats que cerquen al fang amb llurs llargs becs.
- Tenen potes relativament curtes i un plomatge en general molt críptic, a excepció dels mascles dels becadells pintats.

## Relació de becadells
- Becadells de la família dels escolopàcids (Scolopacidae):
  - Els becadells de Nova Zelanda del gènere Coenocorypha, amb quatre espècies vives.
  - El becadell sord de gènere Lymnocryptes, amb una espècie.
  - Els becadells típics del gènere Gallinago, amb 17 espècies.`
- Becadells pintats de la família dels rostratúlids (Rostratulidae):
  - Becadells pintats del gènere Rostratula, amb dues espècies.
  - Becadells pintats del gènere Nycticryphes, amb una espècie.